# ألين روساس
ألين روساس (بالبرتغالية: Aline Rosas) مواليد 28 يونيو 1979 في جواو بيسوا، البرازيل، هي لاعبة كرة يد برازيلية. مثلت منتخب البرازيل لكرة اليد للسيدات. شاركت في دورة الألعاب الأولمبية الصيفية سنة 2004.

## روابط خارجية
- ألين روساس على موقع أوليمبيديا (الإنجليزية)